# 히로하타정 (아이치현)
히로하타정(広幡町)은 아이치현 누카타군에 설치되었던 정이다. 현재의 오카자키시 중심부의 북부에 해당한다.